# 哈里斯博物館
哈里斯博物館（英語：Harris Museum, Art Gallery & Preston Free Public Library）是位於英國英格蘭蘭開夏郡普雷斯頓的一座博物館。博物館的建築被列為英國的一級保護建築。哈里斯博物館的美術館規模是蘭開夏郡最大的。哈里斯博物館於1893年正式開業。

## 外部連結

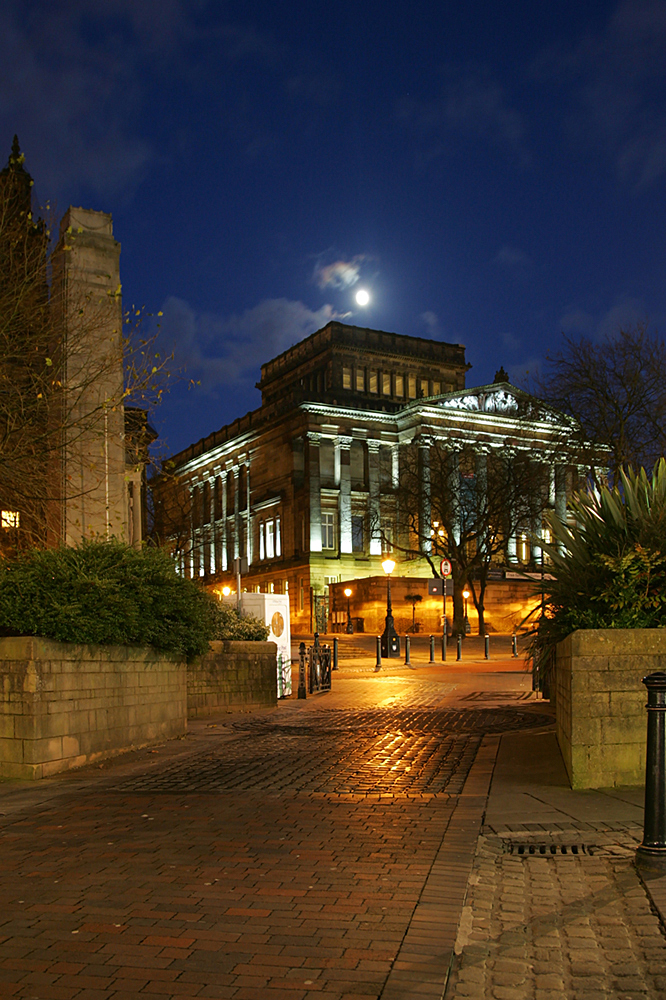
夜晚的哈里斯博物館

- Harris Museum and Art Gallery website（页面存档备份，存于）